# Tufão Mitag (2007)
O tufão Mitag (designação internacional: 0723; designação do JTWC: 24W; designação filipina: Mina) foi o vigésimo quinto ciclone tropical, o vigésimo terceiro sistema nomeado e o décimo quinto tufão da temporada de tufões no Pacífico de 2007. Ao longo de seu caminho, Mitag afetou as Filipinas.

## História meteorológica

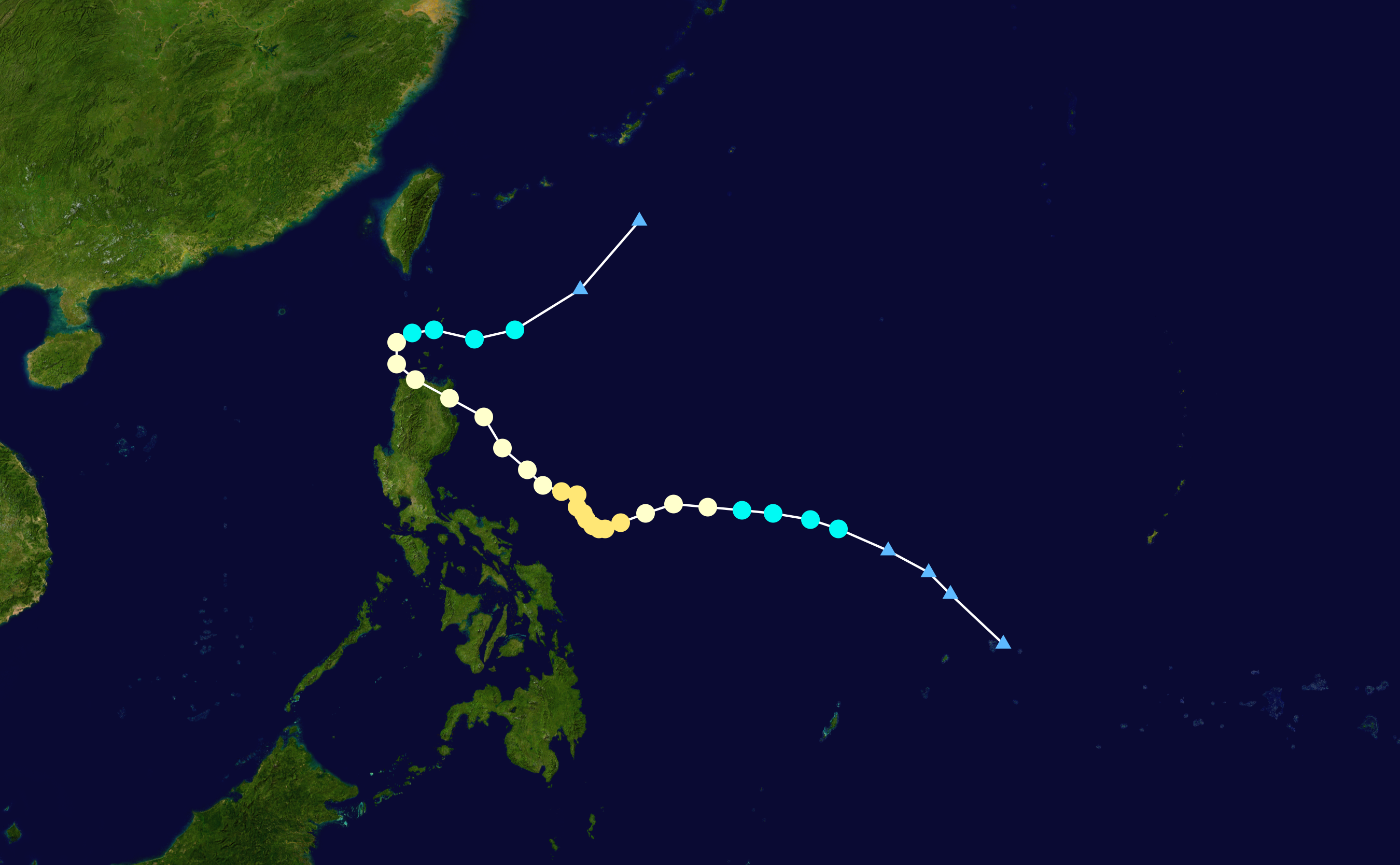
Percurso do Mitag

Em 20 de novembro, uma perturbação tropical a leste das Filipinas se fortaleceu para uma depressão tropical. Logo depois, a Agência Meteorológica do Japão (AMJ) classificou o sistema como a tempestade tropical "Mitag". O nome Mitag foi dado pela Micronésia e é um nome feminino comum em Yap, onde quer dizer "Meus olhos". Logo depois, o Joint Typhoon Warning Center (JTWC) também classificou o sistema como tempestade tropical. A tempestade continuou a se fortalecer significativamente e em 21 de novembro tornou-se uma tempestade tropical severa. No final daquele dia, o JTWC classificou mitag como um tufão. A tendência de fortalecimento continuou e Mitag alcançou o pico de intensidade em 24 de novembro, com ventos constantes de 175 km/h, assim que a velocidade de deslocamento do tufão diminuiu e Mitag ficou quase estacionário a leste da região de Luzon, Filipinas. Assim que a velocidade de deslocamento de Mitag voltou a aumentar, o tufão começou a se enfraquecer. Mitag começou a mover-se para noroeste e atingiu o extremo nordeste da ilha de Luzon, Filipinas, por volta das 18:00 UTC de 25 de novembro. Por volta da meia-noite de 26 de novembro, o centro de Mitag emergiu no estreito de Luzon e começou a se deslocar para norte, assim que começou a sua transformação para ciclone extratropical. Por volta das 18:00 [UTC, Mitag mudou bruscamente a sua direção de deslocamento, rumando para leste e poseteriormente para sudeste, atraído pela formação de uma alta subtropical no oceano Pacífico. A AMJ emitiu seu último aviso sobre Mitag às 18:00 [UTC de 27 de novembro e o JTWC fez o mesmo seis horas depois.

## Preparativos e impactos

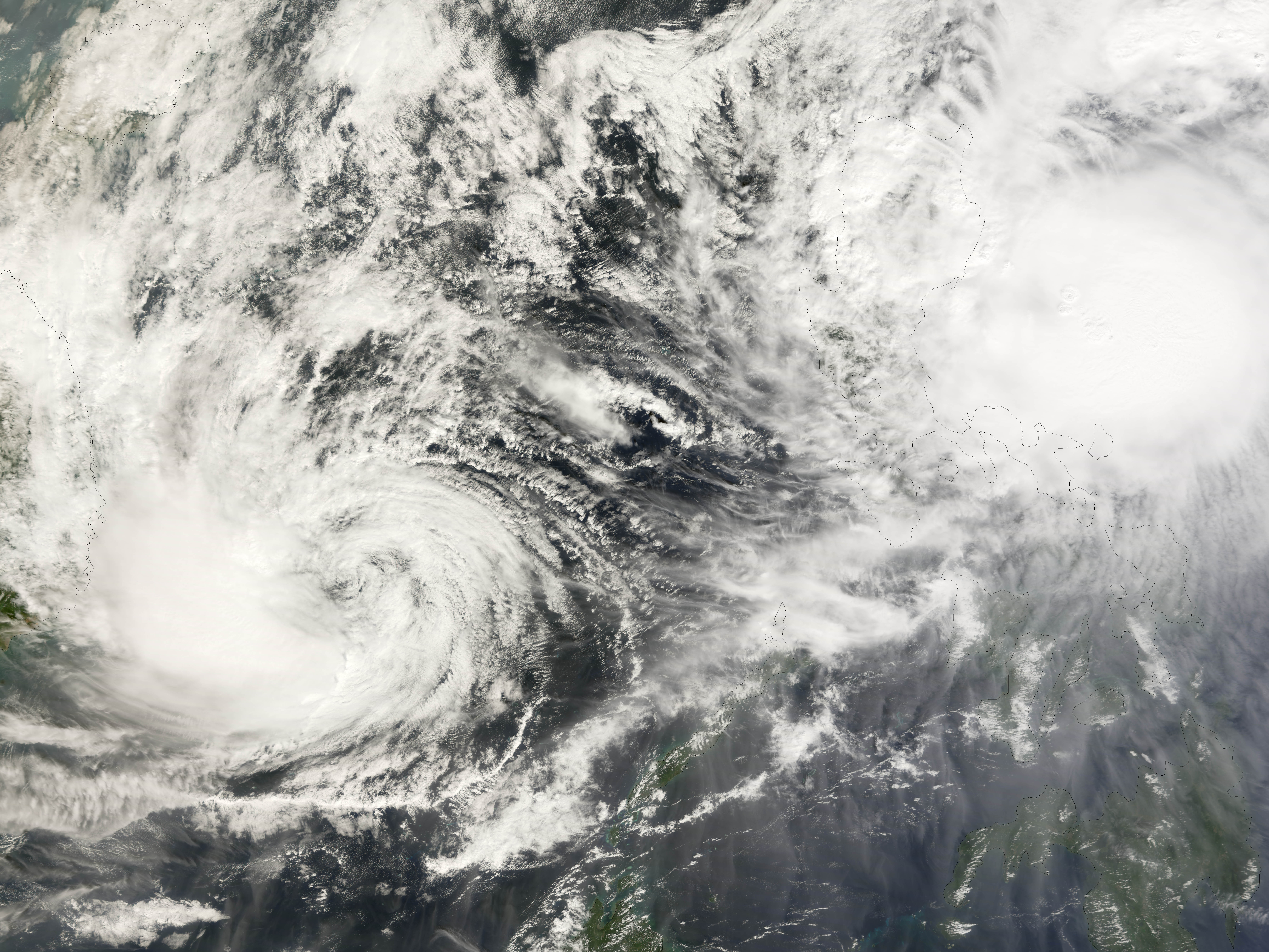
O tufão Hagibis à esquerda e o tufão Mitag à direita em 25 de novembro de 2007

A presidente das Filipinas, Gloria Arroyo, reuniu-se com o Comitê Nacional de Coordenação de Desastres para efetuar a retirada de mais de 200.000 pessoas, especialmente da região populosa de Bicol. A retirada destas pessoas das regiões em perigo foi feito pelo exército filipino. Em pelo menos 28 províncias foi declarado algum tipo de alerta devido à aproximação de Mitag, sendo que em algumas províncias foi declarado estado de alerta máximo. Alguns outdoors foram retirados e outros tiveram suas estruturas reforçadas para poderem resistir aos ventos fortes previstos. Alguns vôos locais com destinos para estas regiões foram canceladas. Também foram emitidas alertas de ventos fortes para as regiões de Bicol e Luzon.
Mitag mudou sua trajetória original para mais ao norte, o que fez a retirada de mais pessoas da região de Luzon. No total, 298.625 pessoas foram retiradas. O governo das Filipinas temia que o tufão Mitag fosse tão devastador quanto o tufão Durian, que matou mais de mil pessoas no ano de 2006. O centro de Mitag atingiu o nordeste da ilha de Luzon, bem ao norte do que era inicialmente previsto. Mesmo assim, as chuvas fortes associadas a Mitag causaram muitos estragos: 50 localidades foram isoladas somente na província de Isabela. As aulas foram suspensas, pois as escolas serviram de abrigo para mais de 780 mil pessoas em mais de 21 províncias filipinas. Pelo menos 21.000 casas foram destruídas pelas enchentes. Os danos totais foram calculados em 17,17 milhões de dólares, sendo que 2,5 milhões somente no setor da agricultura. 31 pessoas morreram após a passagem de Mitag pelas Filipinas. O tufão deixou pelo menos outras 21 desaparecidas. Dois dos desaparecidos pertencem a Força Aérea Filipina e estavam em serviço de resgate a vítimas do tufão quando o avião onde eles estavam desapareceu. Entre as mortes, 8 foram na região de Bicol. A maioria das mortes foi causada por afogamento, por eletrocussão ou por hipotermia.